# Myopsyche nigrita
Myopsyche nigrita är en fjärilsart som beskrevs av Sergius G. Kiriakoff 1961. Myopsyche nigrita ingår i släktet Myopsyche och familjen björnspinnare. Inga underarter finns listade i Catalogue of Life.